# Lovsånger och andeliga visor (1877)
Lovsånger och andeliga visor 1877 är den sista i en serie av sex utgåvor med ursprunglig titel "Lofsånger och Andeliga Wisor i nådene" av Fredrik Engelke som gavs ut mellan åren 1871-1875 enligt Oscar Lövgrens bok "Sång och psalmlexikon". Psalmerna i de olika utgåvorna har i huvudsak ett herrnhutiskt anslag, med mycket texter om Jesus "blod och sår".
Uppgiften om sista utgåvan 1875 till trots, trycktes även en version 1877 hos A. L. Normans Boktryckeri-Aktiebolag i Stockholm, med notering om att upplagan trycktes "i kommission". Sannolikt är det samma innehåll som den sjätte utgåvan "Lofsånger 1875". Boken är tryckt med frakturstil och innehåller 155 sånger med titlar som inte alltid sammanfaller med första versraden, vilket i senare psalmböcker ersatt separata psalmtitlar. Versregistret i boken utgår från titelradens inledningsord. I förteckningen nedan anges versraden först och psalmtiteln därefter om den avviker från versraden. I huvudsak finns inga uppgifter om upphovsmän förrän mot slutet av boken då signaturer förekommer sporadiskt, men så gott som varje enskild vers i sångerna hänförs till en angiven bibeltext.

## Psalmer
```
1 
Hör syndare, ack hör
 med titeln 
Den klappande handen
 (6 v)
2 
Förlossnings dag, du sälla dag
 med titeln 
Jag skall borttaga dess lands synder på enom dag
 (10 v)
3 
Wi ha en Gud, hwars hulda Faderhierta
 med titeln 
Guds Nådawal
 (9 v)
4 
Af ewighet Gud haft oss kär
 med titeln 
Guds Evighetsråd
 (9 v)
5 
Lof och pris, hallelujah
 med titeln 
Julsång
 (8 v)
6 
Ack, hör hwilka fröjder
 med titeln 
Jesu födelse
 (4 v)
7 
Nu tack och lof! ett nådigt år wi fått i Jesu Namn
 med titeln 
Nyårs-Sång
 (7 v)
8 
Jag har en wrå i Jesu hjerta
 med titeln 
Min wrå hos Jesus
 (9 v)
9 
Försoningen är allare'n fulländad
 med titeln 
Försoningen i Christi död
 (8 v)
10 
Jag är ett fattigt nådehjon
 med titeln 
Nådehjonets sång
 (7 v)
11 
Jesus lider, Han sig wrider Som en mask uti sitt blod
 med titeln 
Passionssång
 (4 v)
12 
Hwem är det, som blodig från Bosra går fram
 med titeln 
Esaias 53 kap
 (8 v)
13 
Jesus, full af nåd
 med titeln 
Jesu lidande lydnad
 (13 v)
14 
Likasom Moses i öknen upphöjde
 med titeln 
Joh 3:14-16
 (5 v)
15 
Lof ware Herren
 med titeln 
Lofwad ware Herren
 (13 v)
16 
Jag har en fristad, der jag bor
 med titeln 
Fristaden
 (8 v) (med alla 
sår
, 
blod
 och 
ära
 i fet stil)
17 
Si Jesus, min ende och älsklige Son
 med titeln 
Esaias 42 kap
 (12 v)
18 
Jesus hafwer wunnit för oss, Blodet hafwer runnit för oss
 med titeln 
Lofsång
 (8 v)
19 
Du arme pilgrim, fördöm af lagen
 med titeln 
Tröst i bedröfwelsen
 (8 v)
20 
Wår Jesus han hängde på korset så mild
 med titeln 
Wår Jesus
 (12 v)
21 
Hör hur Sabbathsklockan tonar
 med titeln 
Sabbathsklockan
 (7 v)
22 
Om jag förgäter Sion
 med titeln 
Herren, wår Tröstare
 (7 v)
23 
Jag från min Herde gick will i öknen
 med titeln 
Min Herde
 (7 v)
24 
Hwad är det för sår i din' händer
 (6 v)
25 
Min dufwa hör din Brudgums sång
 med titeln 
Christi sång till bruden
 (6 v)
26 
Du, Jesu, är min brudgum god
 med titeln 
Brudens sång om brudgummen
 (10 v)
27 
I allt Du i mitt ställe stod
 med titeln 
Ställföreträdaren
 (6 v)
28 
Si, Guds Lam, som werldens synd borttager
 med titeln 
Si, Guds Lam! Joh 1:29
 (4 v)
29 
O Jesu, Du hafwer oss löst på en gång
 med titeln 
Den nya wisan
 (8 v)
30 
Jag har en borg med fasta murar
 med titeln 
Herren är min borg
 (7 v)
31 
O du elända, som stormarna böja
 med titeln 
Nåden är dig nog
 (6 v)
32 
Min fader, förlåt dem, förlåt dem nu det
 med titeln 
Fader, förlåt dem!
 (9 v)
33 
Jesu Christi ömma hjerta
 med titeln 
Jesu kärlek
 (8 v)
34 
Du är min tillflyckt
 (5 v)
35 
Gud ware lof, jag är förlossad
 med titeln 
Lammets lof
 (6 v)
36 
Men ack, hur fort är ändock pröfwotiden
 med titeln 
Hur fort är ändock denna tiden!
 (9 v)
37 
O hwad salighet stor
 med titeln 
Den sköna staden
 (9 v)
38 
Si, Herren är min Herde
 med titeln 
Davids 23 Psalm
 (5 v)
39 
Lof och pris, hallelujah
 med titeln 
Lof och pris
 (14 v)
40 
Wänd om, wänd om till mig
 med titeln 
Wänd om!
 (9 v)
41 
Ack hören hur Guds rena Lam Högt ropade
 med titeln 
Mig törstar!
 (9 v)
42 
Det är fullkomnadt
 (10 v)
43 
Hwad Jesus gjort, jag wisst ej kan förtälja
 med titeln 
Kraften af Jesu blod
 (11 v) 
44 
O du, som bär på syndens börda
 med titeln 
Du är köpt sådan du är
 (6 v)
45 
Si, Jesus älskar sina får
 med titeln 
Jag är dörren
 (6 v)
46 
Ett barn är oss födt och en Son är oss gifwen
 med titeln 
Oss är födt ett barn
 (9 v)
47 
Det sötaste barnet, wår trofaste broder
 med titeln 
Julsång vid krubban
 (10 v)
48 
Ack Jesu, hwad kärlek månd' det icke wara
 med titeln 
Jesu lidande. I
 (12 v)
49 
Min Jesu för mig du marterad är blifwen
 med titeln 
Jesu lidande. II på korset
 (15 v)
50 
Min blodige Jesu är detta för mig
 med titeln 
Jesu hudflängning
 (3 v)
51 
Så älskar du mig
 (5 v)
52 
Guds dyraste Lam
 (9 v)
53 
Hwem gjorde dig, Guds Lam, så mycken möda?
 med titeln 
"För hwem är det gjordt?"
 (8 v)
54 
Si blodet och de dyra såren
 med titeln 
Si blodet och såren
 (6 v) (med 
blodet
 i fet stil)
55 
Tack Jesus, att du mig förlossat
 med titeln 
Den frälstes jubelsång
 (6 v)
56 
Herre Sebaoth, Fridsförste, Kungars Konung
 med titeln 
Jesus är wår bäste wän
 (7 v)
57 
Om någon mig åtspörja will
 med titeln 
Min salighetsgrund
 (2 v) Signatur 
F. Pontoppidan.

58 
Hwad det är godt få se Sin synds förlåtelse
 med titeln 
Godt för själen
 (5 v)
59 
Hwad är, som Gud ifrån sin thron
 med titeln 
Ack, makalösa kärlek!
 (17 v)
60 
Nu är jag glad och lyckelig
 (21 v)
61 
Hallelujah! Gud är min barmhertige Fader
 med titeln 
Hallelujah!
 (8 v)
62 
Hwad har du mig i dag att ge
 med titeln 
Samtal mellan Jesus och själen
 (läses)
63 
Ack, Sions berg och Sarons bet'
 med titeln 
Sions berg
 (5v)
64 
Tänk dock min själ hur wäl du mår
 med titeln 
Nattwards-sång
 (10 v)
65 
Si hwilket under! Uppstånden, uppstånden
 med titeln 
Herren är sannerligen uppstånden
 (7 v) ("
Han lewer
" med fet stil)
66 
Jag will hwila På den pina
 med titeln 
Död, hwar är din udd? helwete, var är din seger
 (7 v)
67 
Gud wår tillflykt och starkhet är
 med titeln 
Gud är wår tillflykt
 
Psaltarpsalm
 46, (4 v)
68 
Så syndig, usel som du är
 med titeln 
Han har dig kär
 (5 v)
69 
Ej af hjertat Gud bedröfwar men'skorna
 med titeln 
Gud bedröfwar ej af hjertat
 (6 v)
70 
Lof och pris ske Dig, Du, som köpte mig
 med titeln 
Den frigjordes lofsång
 (4 v)
71 
Wäl jag måtte fröjdas
 med titeln 
Alltid salig
 (10 v)
72 
Jesus, Jesus, är min bäste wän
 med titeln 
Jesus
 (7 v)
73 
Tack, dyre Jesus, att du köpte mig
 med titeln 
Nu är jag din
 (7 v)
74 
Min vän är min och jag är Hans
 med titeln 
Min wän
 (13 v)
75 
Månn' Jesus werkligt älskar mig elända
 med titeln 
Jesus älskar syndare
 (11 v)
76 
Wi äro köpta och återlösta
 med titeln 
Wi äro köpta
 (10 v)
77 
Kort är tidens wedermöda
 med titeln 
Tiden är kort
 (5 v)
78 
Amen! blodet ewigt gäller
 med titeln 
Amen
 (4 v) (alla 
"Amen"
 i fet stil)
79 
Jag älskar dig, o werld, som borta ilar
 med titeln 
Jesu kärlek till werlden
 (7 v)
80 
Ack hur trofast Han älskar dig
 med titeln 
Synderna förlåtas dig
 (3 v)
81 
Min enda fromhet inför Gud
 med titeln 
Syndernas förlåtelse
 (9 v)
82 
Emedan blodet räcker till
 med titeln 
Källan
 (11 v)
83 
Ack, lofwa Herren, o min själ
 med titeln 
Lofwa Herren, min själ
! (15 v)
84 
Min hjelp när Herren står
 (4 v)
85 
Himlarnes Konung, hwi blifwer du slagen
 med titeln 
Det saliga bytet
 (4 v)
86 
Det är så godt att om Jesus sjunga
 med titeln 
Sions barns glädjesång
 (13 v)
87 
Tryggare kan ingen wara
 med titeln 
Guds barns trygghet
 (10 v)
88 
Lilla fogel glad, som gungar uppå qwist
 med titeln 
Sommarsång
 (6 v)
89 
Haf tack, käre Jesus, för ordet wi fått
 med titeln 
På wägen hem
 (8 v)
90 
Faren wäl, I wänner kära!
 med titeln 
Afskedsång
 (2 v)
91 
Min trogne, dyre Jesus, ack, hjelp ditt svata får!
 med titeln 
Det swaga lammets bön
 (5 v)
92 
Trötta barn, du snart får hwila
 med titeln 
Salighetens hopp
 (4 v)
93 
Och jag såg en ny himmel och såg den nya jord
 med titeln 
Det nya Jerusalems härlighet
 (9 v)
94 
Hör! Jesus undfår syndare
 med titeln 
Jesus undfår syndare
 (9 v)
95 
Igenom Adams fall, olydnad, Wi alla blefwo syndare
 med titeln 
Menniskans upprättelse
 (10 v) "Gammal sång förf 1740."
96 
Hemmet, hemmet det är bäst ändå
 med titeln Hemmet (8 v)
97 
Eho du är, som men'ska heter
 med titeln 
Det enda gällande för syndare
 (6 v)
98 
Si, Jesus av Nazareth drager här fram!
 med titeln 
Jesus af Nazareth
 (9 v)
99 
Si, allt har Jesus gjort för mig
 med titeln 
Hwad har Jesus gjort för mig
 (3 v)
100 
Christus är offrad i syndares ställe
 med titeln 
I wårt ställe
 (5 v)
101 
Att hafwa Jesus är bäst ändå
 med titeln 
Den enda lyckan
 (7 v)
102 
I Jesu blod blott lifwet är allena
 med titeln 
Jesu blod
 (7 v)
103 
När jag ser blodet will jag gå förbi
 med titeln 
Blodet är tecknet
 (7 v)
104 
O hur långt går icke Jesu kärlek
 med titeln 
Jesu omätliga kärlek
 (8 v)
105 
Allena Jesu blod och död
 med titeln 
Detta är Guds barns arf
 (3 v)
106 
Hwad heter skeppet, som er för Till ewighetens hamn
 med titeln 
Evangelii skepp
 (8 v)
107 
Jesus är min Herde
 (5 v)
108 
O storla kärlekshaf, som öfwer oss blef
 med titeln 
Kärlekens gerning
 (6 v)
109 
Wid det hjertat får jag hwila
 med titeln 
Jesu ömhet och godhet
 (4 v)
110 
Jesus behöfwer mig
 med titeln 
Jesus behöfwer mig
 (8 v)
111 
Hwem är det, som kommer så mild som ett lam
 med titeln 
Den lidande Christus
 (9 v)
112 
Jesu lilla lam jag är, Han mig i sina armar bär
 med titeln 
Jesu lilla lam
 (5 v)
113 
Gud har mig kär, i Jesu blod Han twått mig ren från syndens flod
 med titeln 
Just sådan som jag är
 (7 v)
114 
Hell dig julafton, herrliga klara!
 med titeln 
Julafton
 (3 v)
115 
Mitt Offerlam, hjelp mig
 med titeln 
Morgonbön
 (5 v) Signatur 
F. Pontoppidan.

116 
Hwi bedröfwas du, själ
 (3 v)
117 
Du är min lifskraft, mitt lif och helsa
 med titeln 
Ewig trygghet
 (10 v)
118 
Det blir något i himlen
 med titeln 
Något i himlen för barnen
 (4 v)
119 
Si, så beprisar Gud sin kärlek
 med titeln 
Guds kärlek
 (5 v)
120 
Som drömmande wi skola warda då
 med titeln 
126 Psalmen
 (6 v)
121 
Kom nu till Jesus, dröj icke mer
 med titeln 
Kom nu till Jesus
 (4 v) Signatur 
Fr. E.

122 
Hör hwilket saligt bud
 med titeln 
Fridsbasunen
 (8 v) Signatur 
Fr. E.

123 
Kom till Jesus i dag
 (4 v) Signatur 
Fr. E.

124 
Si, Jesus borttappat ett af sina får
 med titeln 
Det borttappade fåret
 (7 v)
125 
Sen syndare, hur Jesus blir handterad
 med titeln 
För syndare
 (10 v)
126 
Salig för intet
 (4 v) Signatur 
Fr. E.

127 
O Gud, wi äro likwäl dina
 (4 v) Signatur 
Fr. E.

128 
Kom till korset
 (4 v) Signatur 
Fr. E.

129 
Hwad gagnar det att winna hela werlden
 med titeln 
Hwad är ditt hjertas skatt
 (9 v) Signatur 
Fr. E.

130 
Der tågar fram igenom ökenlanden
 med titeln 
Pilgrimerna
 (6 v) Signatur 
Fr. E.

131 
Det står att Jesus dog
 (3 v) Signatur 
Fr. E.

132 
O, dyre såningsman
 (5 v) Signatur 
Fr. E.

133 
O Jesu Christ, Guds offerlam
 med titeln 
Kronan
 (5 v) Signatur 
Fr. E.

134 
Ingenting på hela jorden
 med titeln 
Blodet
 (5 v) Signatur 
Fr. E.

135 
Ack så saligt det är
 (5 v) Signatur 
Fr. E.

136 
Jag slipper i främmande landet mer wara
 med titeln 
Seglaren
 (7 v) Signatur 
Fr. E.

137 
Min Jesus hänger blodig sårad
 med titeln 
Jesus är min
 (5 v) Signatur 
Fr. E.

138 
Ho har nån'sin sett en sådan Gud
 med titeln 
Ho är en sådan Gud, som wår?
 (6 v) Signatur 
O. A. W.

139 
Så är nu wår sak uti Lammet klarerad
 med titeln 
De eländas tröst
 (6 v) Signatur 
O. A. W.

140 
Ljus uti mörkret, sjömän, dagen är när
 med titeln 
Räddningsbåten
 (3 v) Signatur 
Sankey

141 
O dig, Guds Lam, dig ware lof och tack
 med titeln 
Pris åt Guds Lam
 (9 v) Signatur 
W.

142 
Allt mitt är ditt
 med titeln 
Allt ditt är mitt
 (11 v) Signatur 
L. S.

143 
För mig, för mig har Christus gått i döden
 med titeln 
För mig
 (6 v) Signatur 
Fr. E.

144 
Förlåt mig, Gud, hwar gång jag mot dig brutit
 med titeln 
Förlåt mig, Gud!
 (5 v) Signatur 
Fr. E.

145 
Käre Fader, mig bewara
 med titeln 
Den eländas bön
 (7 v) Signatur 
Fr. E.

146 
Fader, du som dina fadersarmar
 med titeln 
Före ordets betraktande
 (3 v) Signatur 
Fr. E.

147 
Min Jesu kär, ditt dyra blod behöfwes för min själ
 med titeln 
Jesu sår, en säker tillflyckt
 (5 v) Signatur 
Fr. E.

148 
Med fribiljett jag reser
 med titeln 
Bantåget
 (5 v) Signatur 
Fr. E.

149 
O tänk en gång, när himlens klockor ljuda
 med titeln 
O tänk en gång!
 (8 v) Signatur 
Fr. E.

150 
I ewighet jag skall min Jesus skåda
 med titeln 
I ewighet
 (4 v) Signatur 
Fr. E.

151 
En liten tid, och striden snart skall sluta
 med titeln 
"En liten tid"
 (4 v)
152 
En morgon utan synd jag wakna får
 med titeln 
Om morgonen glädjen warar
 (5 v) Signatur 
Fr. E.

153 
Deruppe skall ej synden finnas
 med titeln 
Deruppe
 (5 v) Signatur 
Fr. E.

154 
Min sista sång
 (2 v) Signatur 
Fr. E.

155 
Wår är nu segern; ty Jesus har wunnit
 med titeln 
Segern är wår
 (9 v) Signatur 
Fr. E.
```

### Fotnoter
1. ↑  ”Lovsånger och andeliga visor i nådene” (på engelska). Worldcat. https://www.worldcat.org/title/lovsanger-och-andeliga-visor-i-nadene-col-316-utgifne-af-fr-e-fredrik-engelke/oclc/186900501&referer=brief_results. Läst 17 oktober 2017.